# 福王子神社
福王子神社（ふくおうじじんじゃ）は、京都府京都市右京区宇多野福王子町にある神社。
光孝天皇の女御で宇多天皇の母である班子皇后を祀る。宇多天皇が仁和寺を開いたことから、仁和寺の鎮守神とされる。

## 歴史
由来によれば、前身は延喜式に名前が見える深川神社だったが、応仁の乱で焼失（1468年）した。その後寛永21年（1644年）に徳川家光と覚深法親王が社殿を造営し、班子女王の陵墓が付近にあったことから皇后をまつり、福王子神社となったとされる。
神社名の由来は、班子女王が多くの皇子皇女を生んだ事に由来するともいわれる。

## 境内社
末社として夫荒神を祀る夫荒神社（松尾大明神）は、平安時代に洛北の氷室から宮中へ氷を献上する習わしがあり、その運搬の際に命を落とすこともあった役夫たちの霊を祭り、安全を祈願するためもうけられたとされる。

## 文化財

### 重要文化財

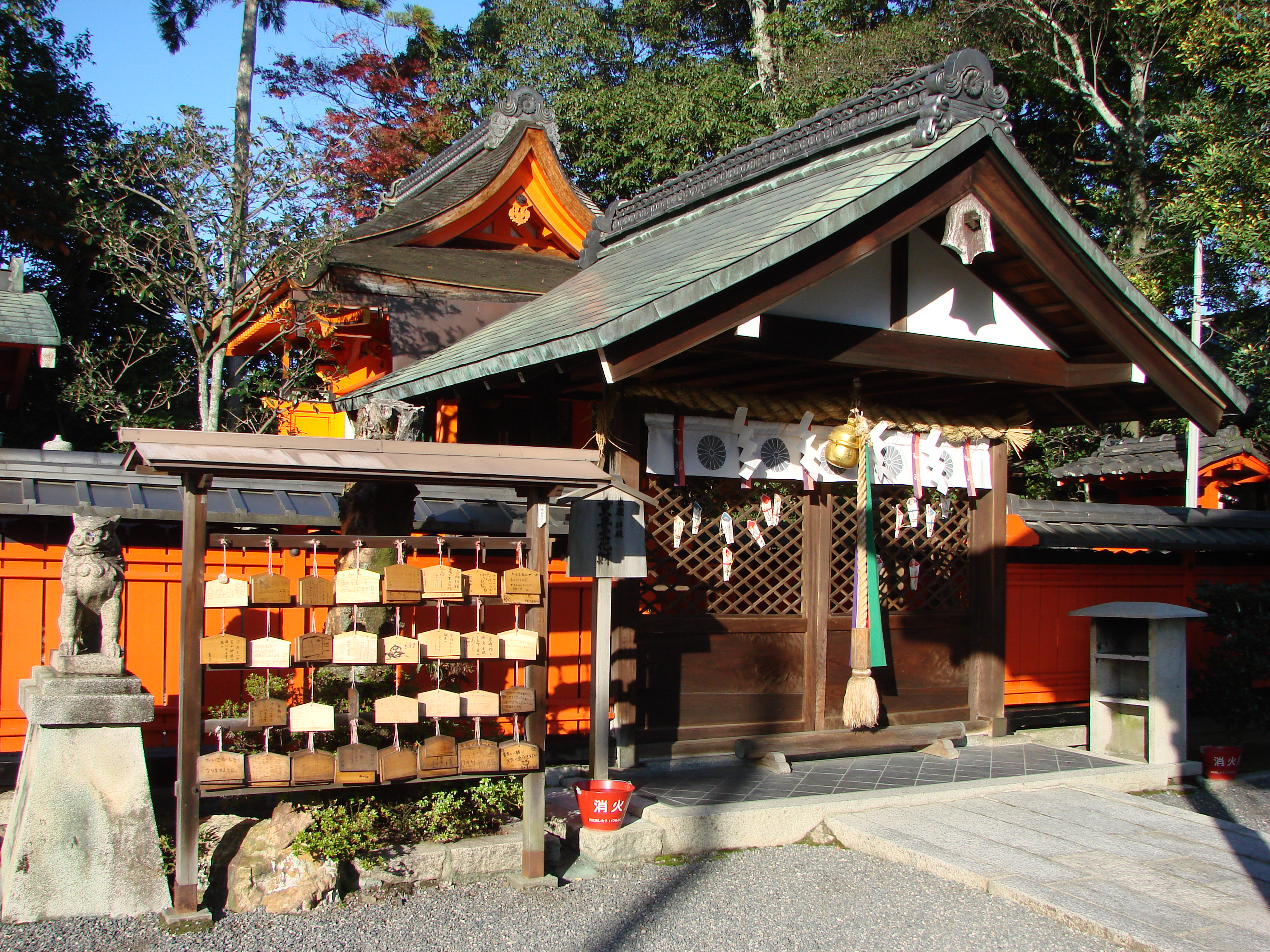
本殿（左奥）

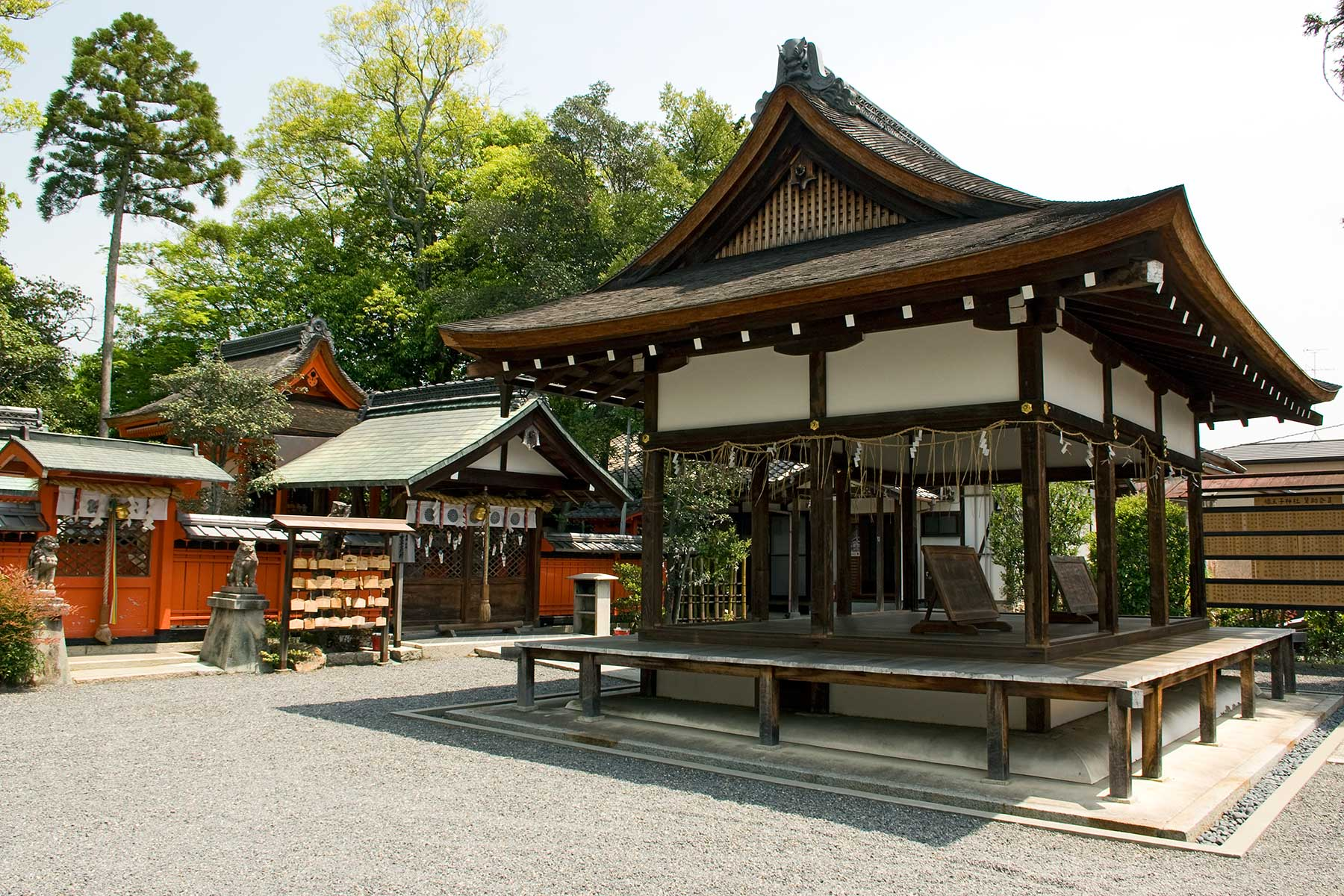
拝殿

寛永再興の社殿（2棟1基）が国の重要文化財に指定されている。1973年6月2日指定。
- 本殿（春日造、銅板葺） 附:棟札、石燈籠2基
- 拝殿（入母屋造、銅板葺）
- 鳥居（石造、明神鳥居）

## 祭事
- 元旦祭（1月1日）
- 七草粥（1月7日）
- 節分祭（2月3日）
- 夏越大祓（6月30日）
- 秋期大祭（10月18日前後）
- お火焚祭（11月18日）
- 大祓（12月31日）

## アクセス
- 京都市営バス 『福王子』バス停下車、すぐ
- 京福電鉄北野線 宇多野駅下車、徒歩3分